# Zachodniogalicyjskie cmentarze wojenne

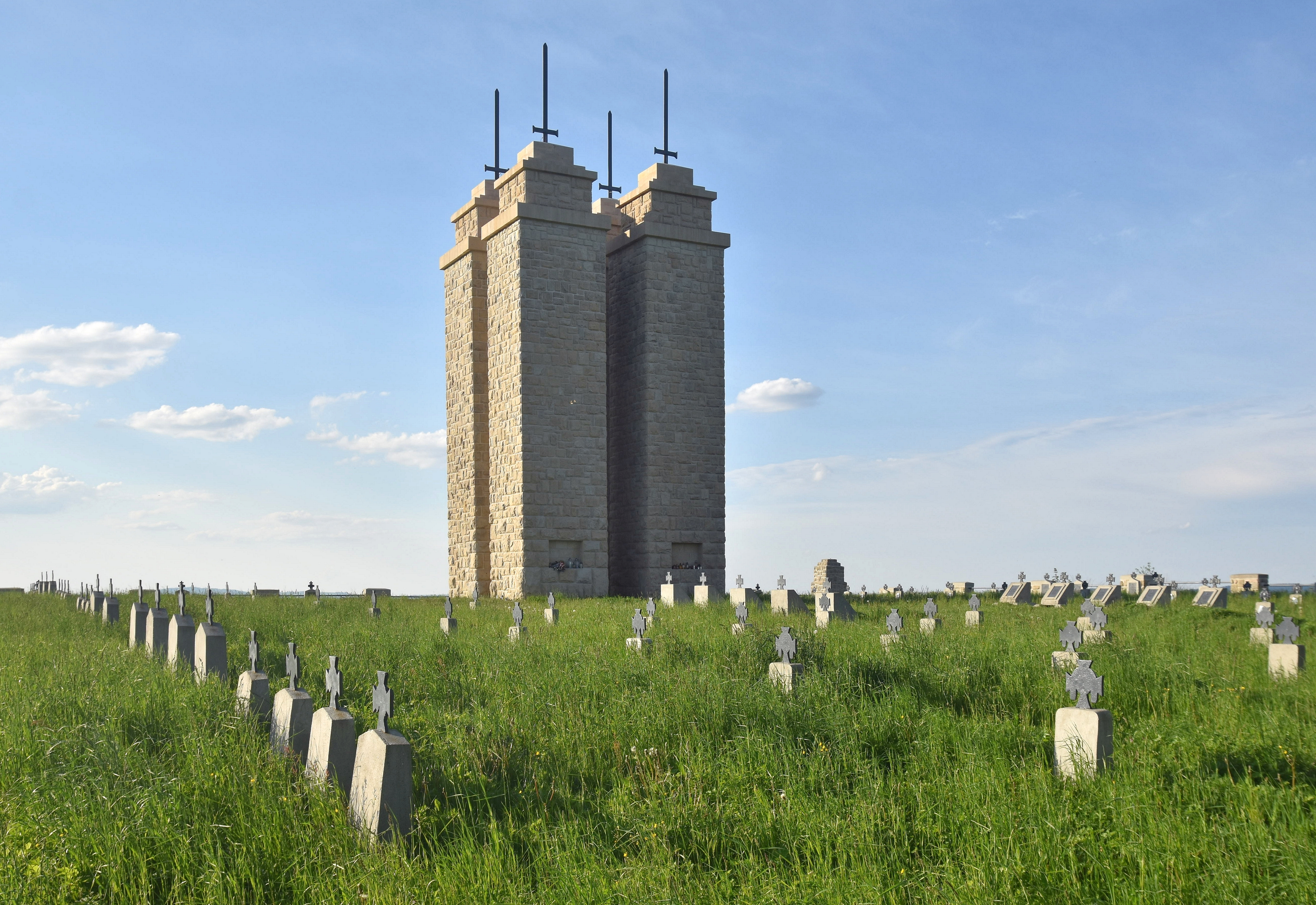
Cmentarz wojenny nr 118

Zachodniogalicyjskie cmentarze wojenne – potoczne określenie zespołu ponad 400 cmentarzy wojennych z okresu I wojny światowej położonych na terenie ówczesnej Galicji Zachodniej. Cmentarze w Galicji Zachodniej rozsiane są na obszarze ok. 10 000 km².

## Historia
3 grudnia 1915 roku w wiedeńskim Ministerstwie Wojny utworzony został formalnie Wydział Grobów Wojennych (niem. Kriegsgräberabteilung), posiadający szerokie uprawnienia. Równocześnie powołano jego terenowe odpowiedniki, powiązane z dowództwami korpusów armii. Zadaniem Wydziału i jego terenowych filii było ewidencjonowanie poległych, ekshumowanie i komasowanie zwłok na wybranych miejscach, a także projektowanie, budowa i dekoracja cmentarzy wojennych. Zadania te realizowano wszędzie tam, gdzie walczyły armie austriackie: w Serbii, Dolomitach Włoskich, Karpatach Wschodnich, nad Piawą, na Wołyniu oraz oczywiście na terenie całej prawie Galicji. Okazuje się, że jedynie w Galicji Zachodniej, w Oddziale Grobów Wojennych C. i K. Komendantury Wojskowej w Krakowie dzięki sprawności organizacyjnej dowódców: Rudolfa Brocha i Hansa Hauptmanna, udało się sprawę doprowadzić prawie do końca. Poza tym inne teatry działań wojennych były wciąż objęte walką.
Zespół powstawał od początku jako coś więcej niż wiele pojedynczych cmentarzy. Powstawał w sposób zorganizowany, posiadał jeden budżet, jedno dowództwo wojskowe. W poszczególnych okręgach cmentarnych można zauważyć jednolitość artystyczną. Każdy okręg posiadał jeden cmentarz główny, większy, z kaplicą i miejscem dla odbywania uroczystości. Jedną z wielu rzeczy odróżniających zachodniogalicyjskie cmentarze wojenne od innych nekropolii wojennych jest fakt, że w większości przypadków są tu na jednym cmentarzu pochowani żołnierze obu walczących stron. O ogromie przedsięwzięcia budowy cmentarzy świadczy fakt że do budowy Zachodniogalicyjskich Cmentarzy Wojennych zużyto: 18 876 ton kamienia surowego, 11 550 ton żwiru do betonu, 1633 ton cementu,1307 ton kamienia obrobionego, 270 ton cegły i dachówki, 61515 ton drzewa modrzewiowego, 244435 ton tarcicy iglastej, 1140 ton gwoździ i klamer, 5555 ton żelaza kowalnego i 85 ton farb olejnych.

## Położenie
Zachodniogalicyjskie cmentarze wojenne powstały na terenie obszaru podległego C.K. Komendanturze Wojskowej w Krakowie. Okręg ten obejmował mały fragment Moraw, Śląsk Cieszyński oraz ziemie leżące na zachód od linii Szczucin – Pilzno – Moderówka – Ożenna. Na północy zgodny był z przebiegiem granicy państwowej pomiędzy Austro-Węgrami a Rosją, w przeważającej części zgodnej z linią biegu Wisły, na południu – jego tereny zamykała wewnętrzna granica państwa pomiędzy Galicją a Królestwem Węgier.
Okręgi cmentarne nie objęły jednak całego tego obszaru, a jedynie tereny, na których bądź to toczono boje, bądź to znajdowały się przyfrontowe szpitale. Były to obszary C.K. starostw: Jasło, Gorlice, Pilzno, Tarnów, Brzesko, Dąbrowa (obecnie Dąbrowa Tarnowska), Bochnia, Nowy Sącz (Neu-Sandez), Limanowa, Myślenice, Nowy Targ (Neumarkt), Grybów i Wieliczka. Wschodnia i południowa granica tych obszarów była zgodna z granicą okręgu korpusu, północna biegła wzdłuż Wisły, zachodnia – przebiegała wzdłuż linii: Niepołomice – Wieliczka – Myślenice – Rabka – Nowy Targ.
Zespół jest ewenementem w skali światowej pod wieloma względami.